# Abou Wahib
Chaker Wahiyib al-Fahdaoui, dit Abou Wahib, né en 1986 et présumé mort le 6 mai 2016, est un djihadiste irakien.

## Biographie
Il rallie al-Qaïda en Irak lors de la guerre d'Irak.
Fin août 2013, il apparaît à visage découvert dans une vidéo où il tue par balles trois chauffeurs routiers alaouites originaires de Tartous.

## Mort
Le 9 mai 2016, le Pentagone annonce qu'Abou Wahib, présenté comme le chef de l'État islamique pour la province d'al-Anbar, a été tué le 6 mai par une frappe aérienne de la coalition, alors qu'il était en voiture avec trois autres djihadistes,.

## Fusillade d'Orlando
Omar Mateen, l'auteur de la fusillade du 12 juin 2016 à Orlando, a déclaré à un négociateur de la police qu'il avait commis son forfait en réponse à la mort d'Abou Wahib : That's what triggered it, OK? They should have not bombed and killed Abu [Waheeb]. (« C’est ce qui l’a provoqué, OK? Ils n’auraient pas dû bombarder et tuer Abou [Wahib]. »),.